# Amendement Blaine

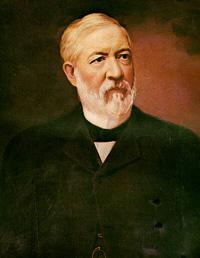
James Blaine (1830-1893)

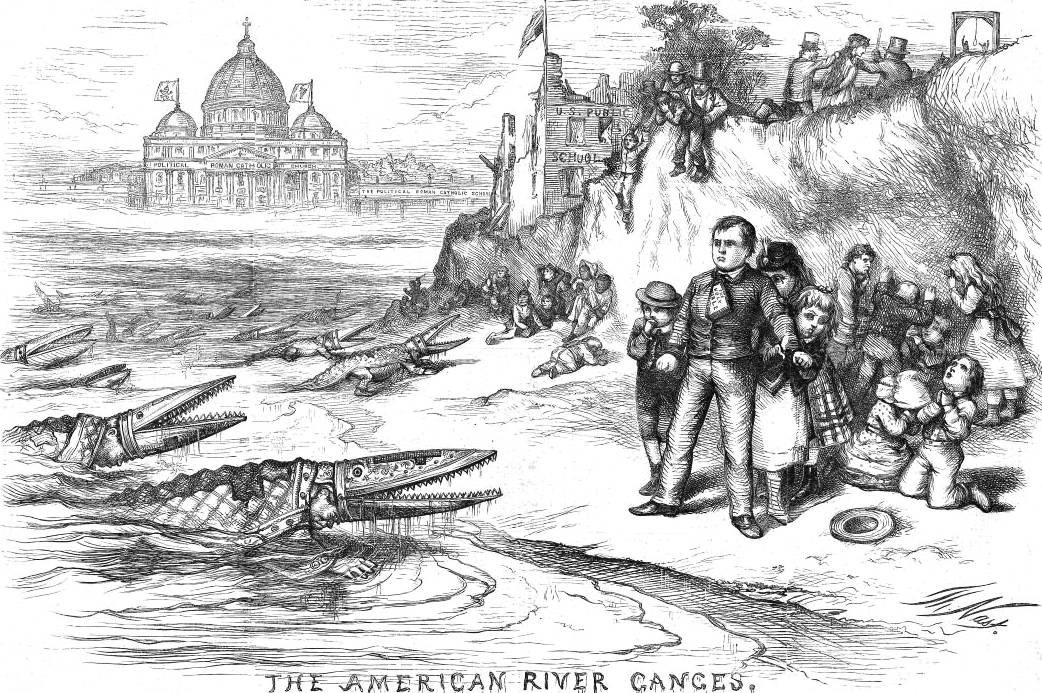
Caricature anticatholique représentant le clergé comme des crocodiles attaquant les enfants : la peur d'une théocratie catholique justifie la mise en place des amendements Blaine.

Le terme Amendement Blaine se rapporte à la proposition d'amendement constitutionnel ou aux lois locales de nombreux États des États-Unis d'Amérique qui interdisent les subventions publiques pour toute institution éducative à vocation religieuse.

## Histoire
Au milieu des années 1800, les immigrants catholiques étaient mal considérés aux États-Unis. Alors que les écoles publiques étaient largement protestantes, le but de l'amendement Blaine était de nuire aux écoles catholiques. Par ailleurs, à la fin de la période de la Reconstruction, les anciens États sudistes doivent financer l'éducation des enfants des anciens esclaves : l'amendement Blaine interdit aux Églises noires, particulièrement en milieu rural, de mettre en place des écoles privées, forçant les élèves noirs à fréquenter des écoles publiques particulièrement mal adaptées ne fournissant qu'une éducation rudimentaire.
Le nom de cette mesure législative vient de James G. Blaine (1830-1893), un ancien Président de la Chambre des représentants des États-Unis, qui voulut l'ajouter à la Constitution des États-Unis d'Amérique. En 1875, le président Grant lui ouvrit la voie dans son discours annuel à la chambre des représentants en prônant la séparation de l'Église et de l'État dans le domaine éducatif. Par la suite, il ne manqua que quatre voix pour que son amendement fût accepté à la majorité nécessaire des 2/3 des sénateurs (alors qu'il était passé par 180 voix contre 7 à la chambre des représentants).
Les défenseurs de l'amendement Blaine tournèrent alors leur attention vers les législations locales (les États-Unis sont un État fédéral dans lequel chaque État fédéré peut promulguer ses propres lois, notamment en matière religieuse dans les limites du XIVe amendement), où leurs efforts se virent récompensés. Finalement, tous sauf 11 (Arkansas, Connecticut, Louisiane, Maine, Maryland, New Jersey, Caroline du Nord, Rhode Island, Tennessee, Vermont, et Virginie-Occidentale) adoptèrent des lois comparables à l'amendement Blaine, par lesquels ils bannirent l'utilisation de fonds publics pour financer les écoles privées « sectaires » (sectarian en anglais), ce terme étant de facto synonyme de catholique,. Il ne s'agit pas forcément d'amendements (au sens strict), de nombreux États ayant inclus cette disposition dans leur constitution au moment de sa création lors de leur admission dans l'Union. 
Selon la Commission on Civil Rights, le Ku Klux Klan est l'un des principaux soutiens de tels amendements, qui permettent de marginaliser catholiques, noirs et juifs.
Bien que des efforts pour supprimer les « amendements Blaine » aient été faits depuis (notamment un échec dans l'État de New York au milieu des années 1960, où les protestants étaient favorables à son maintien et les catholiques à sa suppression), ce n'est qu'à partir des années 1990 que les protestants évangéliques et le parti républicain américain s'opposent réellement aux amendements Blaine[source insuffisante]. Ceux-ci avaient au départ soutenu ces amendements pour contrer l'influence grandissante de l'Église catholique romaine,. Ce mouvement anti-amendements-Blaine se situe dans le cadre du développement du chèque éducation aux États-Unis (le school voucher ).
L'arrêt de la Cour suprême des États-Unis Espinoza v. Montana Department of Revenue (en) invalide en 2020 l'amendement Blaine du Montana,. Pour son président John G. Roberts, Jr., « Un État n'a pas l'obligation de subventionner l'enseignement privé, mais une fois qu'il décide de le faire, il ne peut pas disqualifier certaines écoles privées parce qu'elles sont confessionnelles ».

## Texte de l'amendement originel
Le texte de l'amendement Blaine avec sa traduction approximative :
« No State shall make any law respecting an establishment of religion, or prohibiting the free exercise thereof; and no money raised by taxation in any State for the support of public schools, or derived from any public fund therefor, nor any public lands devoted thereto, shall ever be under the control of any religious sect; nor shall any money so raised or lands so devoted be divided between religious sects or denominations. »
« Aucun État ne devra faire de loi consacrant une religion ou interdisant son libre exercice; et aucun argent public dans aucun État ni aucun terrain public ne devra jamais être sous le contrôle d'une ou de plusieurs sectes religieuses, églises ou confessions. »